# Utbildning i Nya Zeeland
Utbildning i Nya Zeeland är gratis på grundskola- och gymnasienivå. De flesta skolor ber dock föräldrarna om frivilliga donationer av pengar till skolan. Det finns statliga skolor, privata skolor och friskolor. Den högre utbildningen består av universitets- och yrkeshögskoleutbildningar.

## Förskolor
- Playcentre (barnträdgård 3-5 år)
- Kohanga reo (Maorisk förskola 0-6 år)
- Licensed Early Childhood Centres  (förskola 0-5 år, privatskolor)
- Chartered Early Childhood Centres (förskola 0-5 år, offentligt finansieriade)

## Grundskola och gymnasium
1877 blev utbildningen obligatorisk och avgiftsfri för alla barn i åldrarna 7-13 år. Skolplikten är obligatorisk för barn i åldrarna 6-16 år. Skolan är en rättighet upp till 18 års ålder. Handikappade elever med särskilda speciella utbildningsbehov kan stanna till slutet av det år de fyller 21. De flesta elever börjar i vid fem års ålder och stannar tills de är runt 17 år. Det finns två läroplaner, en på engelska och en på maori. Det som avgör vilken läroplan som följs är språket som utbildningen hålls på.
Mellan år 11 - 13 utförs National Certificate of Educational Achievement (NCEA) kvalifikationer. Dessa NCEA-poäng används vid ansökning till högre utbildningar. Varje år tar eleven kurser på en av de tre NCEA-nivåer som finns. Elevens kunskaper jämförs sedan med en standard och om elevens kunskaper anses tillräckliga så erhåller eleven NCEA-poäng på den nivå som eleven studerade på. När tillräckligt många NCEA-poäng har samlats in erhåller eleven ett NCEA-certifikat. Om eleven klarar kursen mycket väl kan detta också visas med NCEA merit och NCEA excellence.

### Driftsformer
- Statliga skolor (State schools)
- Privatskolor (Private/Independent schools)
- Integrerad skola (State integraded school) En "integrerad skola" är en före detta privatskola vilken inordnats i det statliga skolsystemet, men med bibehållande av sin särskilda karaktär. Systemet infördes som en reaktion på de katolska skolornas dåliga ekonomi på 1970-talet.
- Friskolor (Charter schools)

### Skolformer
- Contributing Primary school: Årskurs 1–6 (5–11 års ålder). Endast statliga skolor.
- Full Primary school: Årskurs 1–8 (5–13 års ålder). Vanligt bland integrerade skolor och privatskolor.
- Intermediate school: Årskurs 7–8 (10–13 års ålder). Huvudsakligen statliga skolor.
- Secondary school: Årskurs 9–13 (12–18 års ålder).
- Secondary school with intermediate: Årskurs 7–13 (10–18 års ålder). Vanligt bland integrerade skolor och privatskolor, samt statsskolor i vissa regioner.
- Composite school or Area school: Årskurs 1–13 (5–18 års ålder).Vanligt bland integrerade skolor och privatskolor.

## Högre utbildning
- Universitet
- Yrkeshögskolor (Institutes of Technology and Polytechnics)
- Wānanga är en maorisk folkhögskola

## Examina och examensnivåer
| Nivå | Examenstyp                                                                                  | Exempel på examina | Motsvarande svensk nivå          |
| ---- | ------------------------------------------------------------------------------------------- | --- | -------------------------------- |
| 10   | Doctoral Degree                                                                             | Doctor of Science Doctor of Medicine Doctor of Philosophy | Doktorsexamen                    |
| 9    | Master's Degree                                                                             | Master of Education Master of Forestry Science | Licentiatexamen Masterexamen     |
| 8    | Postgraduate Diploma Postgraduate Certificate Bachelor Honours Degree                       | Diploma in Business Administration Postgraduate Certificate in Antarctic Studies Bachelor of Education (Teaching) (Honours) | Magisterexamen                   |
| 7    | Bachelor's Degree Graduate Diploma Graduate Certificate Diploma level 7 Certificate level 7 | Bachelor of Education Graduate Diploma in Teaching (Early Childhood Education) Graduate Certificate in Computer and Information Sciences National Diploma in Seafood Vessel Operations (Marine Engineering) (Level 7) Certificate in Network Engineering (Advanced) (Level 7) | Kandidatexamen                   |
| 6    | Diploma level 6 Certificate level 6                                                         | National Diploma in Applied Journalism (Level 6) Certificate in Contemporary Policing | Högskoleexamen                   |
| 5    | Diploma level 5 Certificate level 5                                                         | National Diploma in Boatbuilding (Level 5) National Certificate in Masonry | Kvalificerad yrkeshögskoleexamen |
| 4    | Certificate level 4                                                                         | National Certificate in Hospitality (Cookery) (Level 4) | Yrkeshögskoleexamen              |
| 3    | Certificate level 3                                                                         | National Certificate of Educational Achievement Level 3 National Certificate in Border Management (Customs) (Level 3) | Högskolebehörighet               |
| 2    | Certificate level 2                                                                         | National Certificate of Educational Achievement Level 2 National Certificate in Furniture (Level 2) | Gymnasieexamen                   |
| 1    | Certificate level 1                                                                         | National Certificate of Educational Achievement Level 1 National Certificate in Building, Construction, and Allied Trades Skills (Level 1) | Grundskola                       |

- National Certificate of Educational Achievement är avgångsexamina från det allmänna skolsystemet.
- Certificates är examensbevis från yrkesutbildningar som genomförs genom lärlingskap eller verksamhetsförlagd utbildning samt genom kurser.
- Diploma är en yrkesinriktad examen som kräver minst ett års heltidsstudier.
- Bachelor's Degree kräver tre års heltidsstudier.
- Graduate Certificate och Graduate Diploma är yrkesutbildningar öppna för dem som avlagt en akademisk examen på kandidatnivå. Utbildningen ges i former av kurser.
- Bachelor Honours Degree kräver fyra års heltidsstudier.
- Master's Degree kräver en avlagd kandidatexamen och två års heltidsstudier.
- Doctoral Degree kräver tre års heltidsstudier ovan masterexamen.

Källa: